# Bandera de Tomelloso
La bandera de Tomelloso fue establecida por el ayuntamiento el 27 de agosto de 1991, y sirven como emblema del pueblo de Tomelloso desde y antes de su adopción oficial.
Tanto la bandera como el escudo tomaron tiempo para ser oficializados, siendo que la bandera fue creada el 28 de octubre de 1988, y que el escudo fue creado en 1850, tiempo antes de que se declararan insignias del municipio.
Debido a ser Tomelloso un pueblo muy poco atraído por los emblemas y condecoraciones, como muchos escritores ya han resaltado, no necesitó de insignia hasta ya avanzada la población.

## Historia
El pueblo de Tomelloso no fue representado por un símbolo común por gran parte de su historia, previo a la creación del escudo se sabe que en la localidad se utilizaba el escudo de España, durante ese tiempo compuesto por un ovalo, dos castillos y dos leones.

La historia de su bandera tardaría, desde los principios del pueblo, 320 años en dar sus primeros pasos.

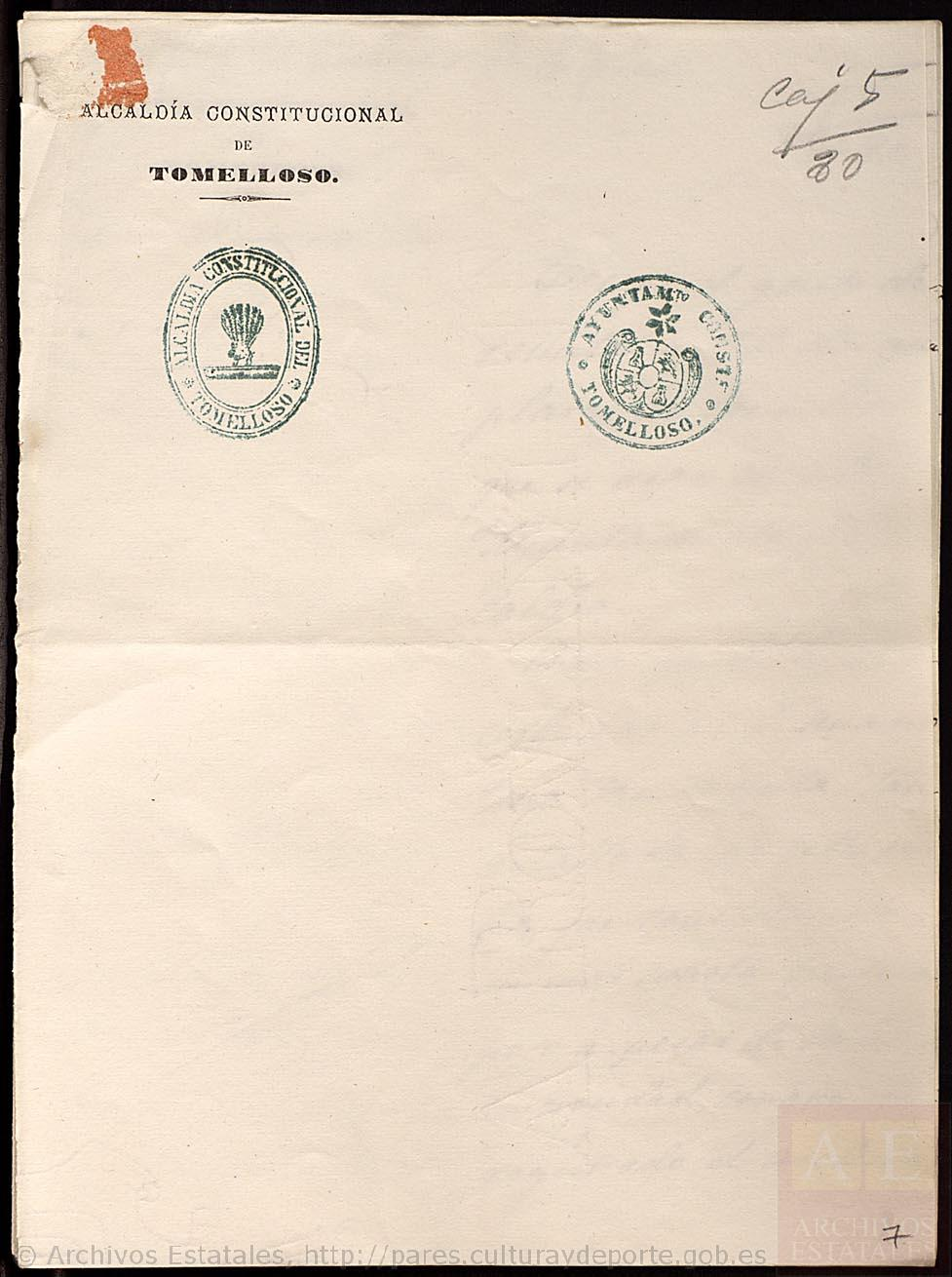
Primer uso del escudo de Tomelloso de manera oficial, en la ultima pagina de la ya mencionada colección de escudos de municipios

### Escudo
Fue en 1850 que el concejal síndico Domingo Pliego, diseñaría el escudo, siendo este una liebre y un arbusto de tomillo.
El sello posteriormente aparecería en el Archivo Histórico Nacional (1876), en donde ya se puede ver la similitud con el escudo actual.

De hay en adelante, el escudo sería utilizado extraoficialmente durante un tiempo, hasta que el ayuntamiento lo volvería oficial con la publicación de: "Las ordenanzas municipales de la villa de Tomelloso", aprobadas el 31 de octubre de 1900. De hay no cambiaria mucho, exceptuando el periodo de la guerra civil y el último periodo de la dictadura franquista.

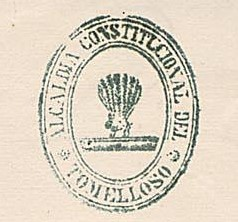
Primer uso del escudo de manera oficial, de cerca, nótese que la liebre tapa el tomillo.

#### Escudo mural

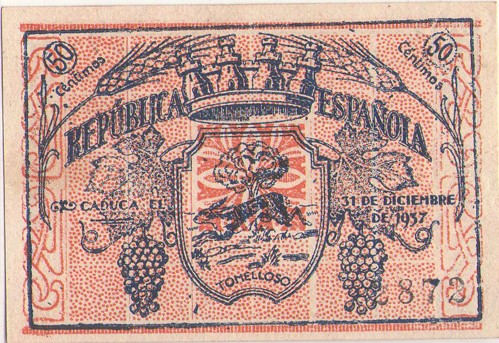
Billete municipal emitido durante la guerra civil, con el escudo de Tomelloso detallado y con la corona mural

Durante la época de la guerra civil (que se sepa, 1937) y posiblemente antes el escudo de Tomelloso cambio ligeramente, dando paso a símbolos republicanos y un mayor detalle, tanto cambiando el borde del ovalo que sostenía el tomillo y la liebre, como cambiando la corona real por una de castillos.
Con este símbolo fueron sellados acuerdos, rellenados folletos y anuncios locales e incluso distribuido billetes municipales, que quedan como remanente de este pequeño periodo en el que se usó un escudo, que sería modificado tras el final de la República

#### Escudo Laureado
Tras el fin de la Guerra Civil se llevaría a cabo un proceso de modificación de los símbolos creados por el gobierno republicano, entre ellos estaba el de Tomelloso, que perdería su corona mural, representativa del republicanismo, para ahora pasar a una corona ducal.

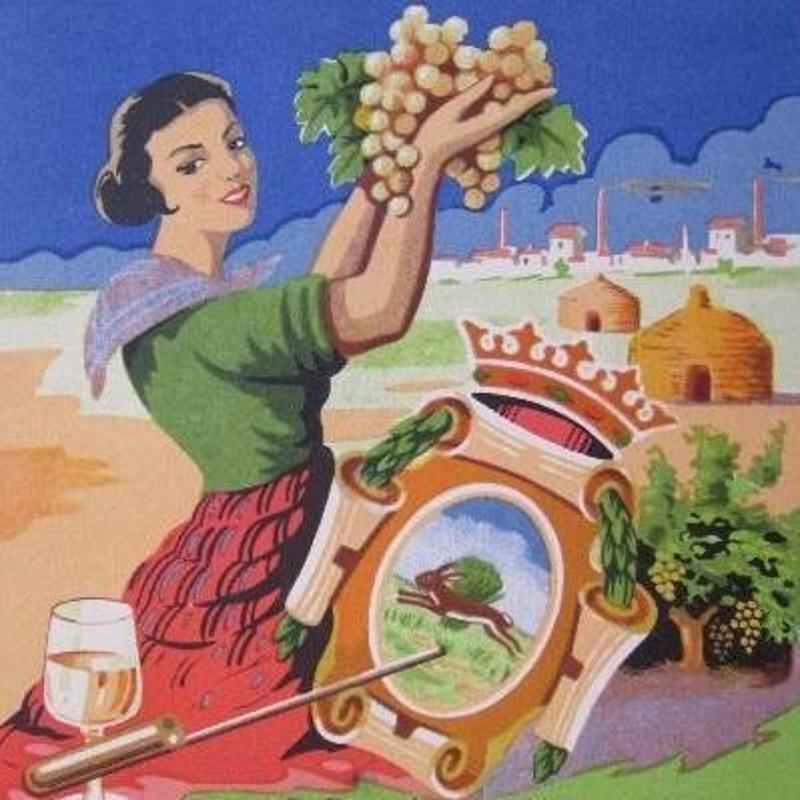
Cartel anunciando la Feria y Fiestas de Tomelloso 1958, en el que se puede ver el escudo usado hasta 1973.

Además de la corona también se cambiaria el contorno del escudo, que pasaría a tener un soporte con una corona de laurel.

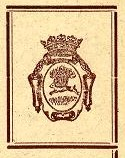
Sello utilizado hasta 1973 en el que se muestra el escudo laureado de Tomelloso

#### Último rediseño
Alrededor de 1973 se decidió cambiar el escudo, durante la remodelación, el ayuntamiento intento incluir la cruz de la Orden de Santiago en el escudo, orden que sería denegada por la Real Academia de la Historia por violar las reglas heráldicas.
Tras la remodelación del escudo de 1973, la Gaceta de Madrid lo describiría como:

"En campo de oro, una mata de tomillo, de sinople, adiestrada de una liebre, de sable, terrazado de sinople. Al timbre, corona real.”

Posteriormente la insignia sería expuesta en la fachada de la casa consistorial, sobre el balcón central y bajo el reloj, custodiado por dos leones

### Bandera
La bandera sería posteriormente creada por Andrés Naranjo el 28 de octubre de 1988, basada en el escudo de Tomelloso, añadiendo cercano al mástil la cruz de Santiago, Orden que, en su momento poseyó los territorios que ahora eran del pueblo.
Este la describió como:

Está adaptada a los colores de nuestro Escudo y guarda las proporciones debidas para una equilibrada armonía de colores, figuras y dimensiones. Su longitud sería igual a tres medios de su anchura

El escudo tendría una anchura igual a los dos quintos de la anchura de la bandera y estará situado su lado más próximo a la vaina, bien colocado dentro de la banda de oro o de forma que coincida cada color dentro de su campo, bien ribeteado para que destaque

Tiempo después, el 27 de agosto de 1991 la bandera sería adoptada por el municipio de Tomelloso, uso que se ha visto ininterrumpido desde entonces.

## Interpretaciones.
A lo largo de toda su historia, diferentes personas le han interpretado de diferente forma los símbolos que se muestran en el escudo, pese a que existan  muchas interpretación, vamos a abarcar las que podrían considerarse oficiales.

### Domingo Pliego
El diseñador original del escudo ya dio una interpretación de los colores y símbolos que en el se mostraban, durante el ya mencionado año 1876, cuando el Archivo Histórico Nacional recogía los escudos de los municipios de ciudad real, Domingo Pliego ya dio una explicación de los símbolos en el escudo.

“Sabido es que la primera caza con que contó esta villa se denominaba "Quintería de la Tomilla" a causa de los muchos arbustos de este género que por aquí existían. Después se llamó "Aldea de la Tomilla", más tarde villa del Tomilloso y hoy por relajación de la palabra Tomelloso. Pues bien; habiendo dado el tomillo nombre al pueblo justo es que figure en su escudo y nada más natural tampoco que una liebre figura paciendo detrás de ese mismo tomillo.”

Cabe aclarar que en esta cita Domingo Pliego hace mención de una teoría popular de aquel entonces, en la que se creía que el nombre de Tomelloso venía de "Quintería de la Tomilla",  hoy se sabe que esto es falso, y que el origen real fue la forma en la que la Orden de Santiago llamaba al paraje "Los Tomillosos" ya desde 1494, de hay se llamó a un pozo que hay había por el paraje "El pozo Tomilloso" y cuando la gente se agrupo cerca del pozo el pueblo adquirió el nombre de Tomelloso.

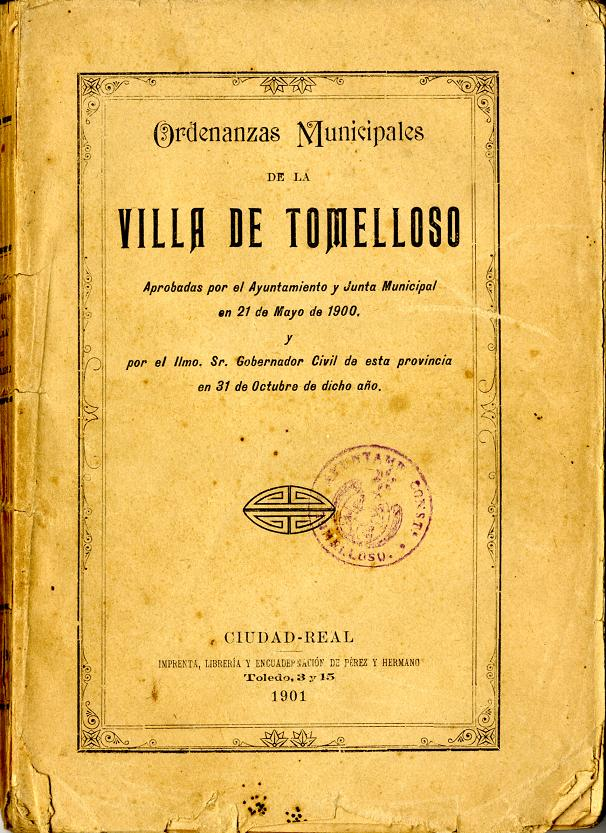
Portada de las Ordenanzas municipales de la villa Tomelloso (1900)

Independientemente de esto, se sabe que la Orden de Santiago llamo al paraje "Los Tomillosos" por la abundancia del Tomillo, por lo que la intención original se mantuvo.

### Ayuntamiento de 1900
Queda constancia de que, cuando el ayuntamiento declaró el escudo símbolo oficial de Tomelloso el 31 de octubre de 1900, puso junto a la declaración una interpretación de los símbolos que porta el escudo. Esta interpretación se conserva en "Las ordenanzas municipales de la villa de Tomelloso": 

"Un escudo con un tomillo y una liebre al pié, en señal de que este pueblo es eminentemente ganadero y agricultor, y su prosperidad es debida al trabajo progresivo únicamente, y jamás, á la guerra, conquista y destrucción del genero humano"

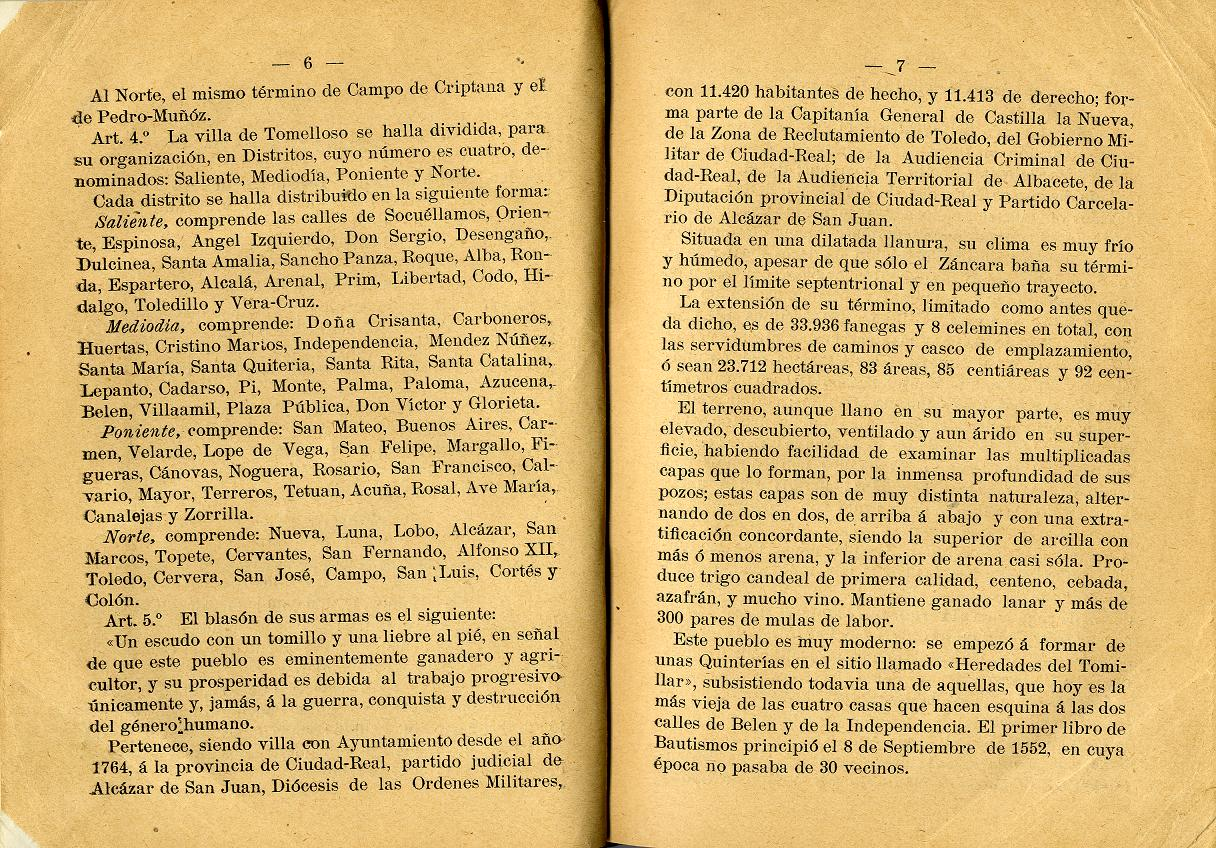
4.ª página de las Ordenanzas Municipales de 1900, en las que se aclara el simbolismo del escudo

### Andrés Naranjo
Tras la creación de la bandera, Andrés Naranjo dio su propia interpretación de tanto el escudo como la bandera.
Sobre el escudo dijo:

Las figuras naturales, como el tomillo, simbolizan paz, por su verdor constante, mientras que la liebre se representa corriendo y significa la fecundidad y la soledad.

Sobre los colores de la bandera (y del escudo) dijo:

El oro significa nobleza, magnánima, riqueza, poder, luz, sabiduría y se expresa gráficamente en color amarillo. El sinople o verde denota esperanza, fe, amistad, servicio y respeto.

Todas estas interpretaciones pueden ser dados por válidos en mayor o menor medida, aunque la intención con la que se creó el escudo reside en su diseñador original, Domingo Pliego.

## Uso en la actualidad.
Desde la última modificación del escudo y la creación de la bandera, ambos símbolos han sido totalmente asumidos por los tomelloseros, y en poco tiempo se han vuelto seña de identidad del pueblo manchego, presidiendo edificios, monumentos, calles, entradas y diversos lugares esparcidos por la localidad.
A pesar de los cambios en los escudos, diferentes versiones, es estos, especialmente el escudo mural puede seguir siendo visto en varios lugares de la ciudad.

Otra interpretación de la heráldica de Tomelloso

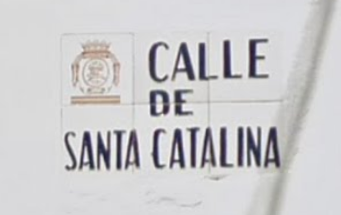
Algunas calles conservan el escudo laureado sobre fondo blanco.
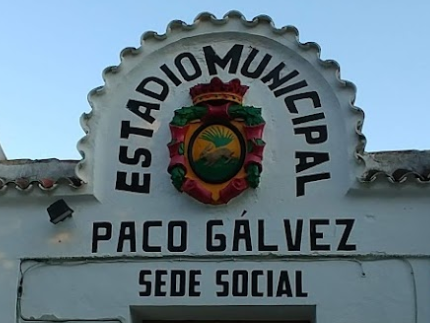
Entrada del Estadio Municipal Paco Gálvez, que conserva el escudo laureado
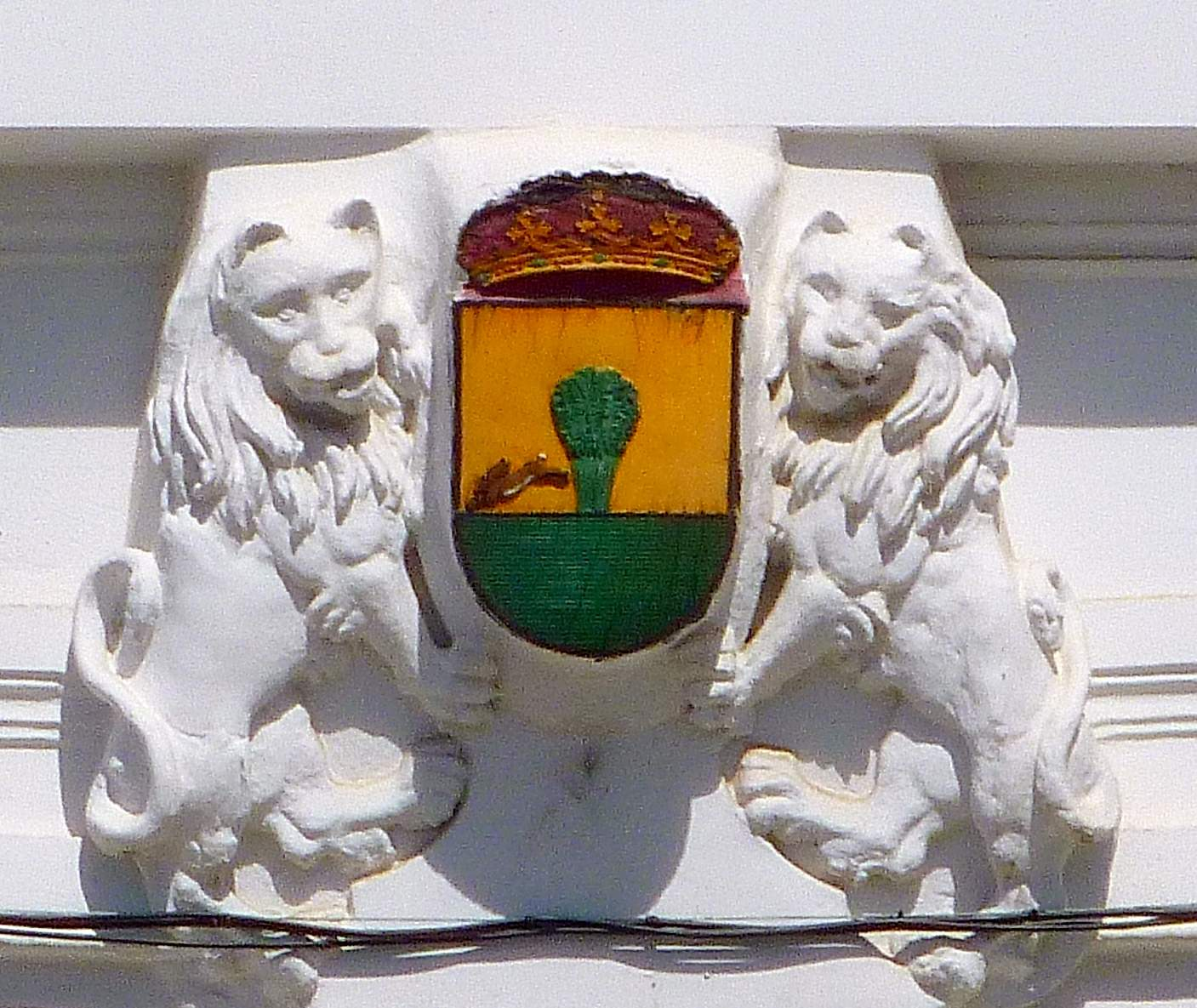
Detalle de la fachada del ayuntamiento, escudo de Tomelloso custodiado por dos leones.